# ماركو أندريه آزيفيدو غونسالفيس
ماركو أندريه آزيفيدو غونسالفيس (بالبرتغالية: Marco André Azevedo Gonçalves‏) (1 مارس 1978 في البرتغال - ) هو لاعب كرة قدم برتغالي في مركز حراسة المرمى. لعب مع سبورتينغ براغا ونادي أروكا ونادي بوافيشتا ونادي بيلينينسش ونادي جل فيسنتي وديسبورتيفو تروفينسي ونادي إيسبينهو وU.D. Oliveirense ‏ وF.C. Amares ‏.

## وصلات خارجية
- ماركو أندريه آزيفيدو غونسالفيس على موقع قاعدة بيانات كرة القدم.إي يو (الإنجليزية)
- ماركو أندريه آزيفيدو غونسالفيس على موقع Soccerway.com (الإنجليزية)